# Sarcophaga hamoni
Sarcophaga hamoni är en tvåvingeart som beskrevs av Rickenbach 1965. Sarcophaga hamoni ingår i släktet Sarcophaga och familjen köttflugor. Inga underarter finns listade i Catalogue of Life.